# Siewierz
Siewierz là một thị trấn thuộc huyện Będziński, tỉnh Śląskie ở nam Ba Lan. Thị trấn có diện tích 39 km². Đến ngày 1 tháng 1 năm 2011, dân số của thị trấn là 5436 người và mật độ 141 người/km².